# Mepolizumab
Le mepolizumab est un anticorps monoclonal humanisé dirigé contre l'interleukine 5 (IL-5)
Vendu comme biomédicament sous le nom de Nucala (fabriqué et vendu par GlaxoSmithKline).

## Utilisations
Il est utilisé ou a été utilisé dans les pathologies suivantes :
- Maladie pulmonaire obstructive chronique (MPOC), en particulier pour l'asthme sévère et réfractaire avec éosinophilie où il a permis de réduire les poussées et d'améliorer la qualité de vie des adultes[1] et des enfants-adolescents[2]. Il diminue les besoins en corticoïde dans ces cas[3]. par contre, il ne semble pas améliorer les paramètres ventilatoires de ces asthmatiques[4].
- dermatite atopique ;
- syndrome d'éosinophilie idiopathique (SEI ou HES) ;
- œsophagite éosinophile (EoE) ;
- polypes nasaux ;
- Granulomatose éosinophilique avec polyangéite (= syndrome de Churg-Strauss ; une forme de vascularite systémique où l'on observe une destruction inflammatoire de vaisseaux sanguins).